# Ringo (telenovela)
Ringo: la pelea de su vida o simplemente Ringo, es una telenovela mexicana producida por Lucero Suárez para Televisa.  Es una adaptación de la telenovela argentina Sos mi hombre escrita por Leandro Calderone. Se estrenó por Las Estrellas el 21 de enero de 2019 en sustitución de Like, La leyenda, y finalizó el 12 de mayo del mismo año siendo reemplazado por Esta historia me suena.
Está protagonizada por José Ron y Mariana Torres, junto con Jorge Poza, Gabriela Carrillo, Luz Edith Rojas y Alfredo Gatica en los roles antagónicos, contando además con César Evora, Luz Ramos, Óscar Bonfiglio, Arturo Carmona, Otto Sirgo y Silvia Mariscal.

## Trama
Ringo (José Ron) es un boxeador el cual se dará cuenta que su lucha más difícil no será dentro de un cuadrilátero, sino fuera de él, pues sus mayores oponentes serán la envidia y la traición. A pesar de alejarse de las peleas se ve obligado a enfrentarse a oponentes más duros; como la dura situación económica por la cual atraviesa, y su lucha por la custodia de su hijo Santiago. Por otra parte, Julia (Mariana Torres) es una joven médica, quién a pesar de tener una vida exitosa y haber triunfado en todo, siente el deber de ayudar a los más necesitados. Los caminos de Julia y Ringo se cruzan en medio de una situación peligrosa, la cual hará que la atracción entre ambos sea instantánea, y a partir de ese punto, ya nada volverá a ser lo mismo.

## Reparto
- José Ron como Juan José Ramírez Rojas «Ringo»
- Mariana Torres como Julia Garay de la Isla
- César Évora como Óscar «Oso» Villar
- Jorge Poza como Diego Jáuregui Torreslanda
- Silvia Mariscal como Teresa Rojas vda. de Ramírez
- Otto Sirgo como Iván Garay Beltrán
- Luz Ramos como Rosa Montes
- Óscar Bonfiglio como Manuel Ochoa
- Pierre Angelo como Damasio Saavedra
- Arturo Carmona como Alejo Correa
- Alfredo Gatica como Ariel Nasif, el Turco
- Gabriela Carrillo como Gloria Ortiz
- Luz Edith Rojas como Brenda Garay de la Isla
- Edsa Ramírez como Eva Ochoa Garay
- José Manuel Rincón como Rafael Villar Vega
- Santiago González como Máximo Duarte
- Francisco Pizaña como Carrizo
- José Manuel Lechuga como José ″Pepe″ Toledo
- Paco Luna como Diego Armando Pérez «Guachín»
- Patricio de la Garza como Santiago Ramírez Ortiz[6]
- Pierre Louis como Javier «Gavilán Machaca»
- Isadora González como Sandra Vega
- Adalberto Parra como Arnulfo Antúnez
- Alberto Estrella como Guido Guevara[7]
- Claudia Boyán como Elsa
- Eduardo Shacklett como Bruno
- Isaura Espinoza como Licenciada Isabel Avendaño
- Marlene Kalb como Juana «la Zorra» Gutiérrez
- Rebeca Mankita como Susana Tamayo
- José Manuel Figueroa como Él mismo
- María José como ella misma
- Regina Pavón como Cándida Saavedra
- Yany Prado como "la Luchis"
- Patricia Martínez como la Madre de Rosa
- Sergio Reynoso como Augusto Llorente
- Luis Gatica como asaltante
- Juan Verduzco como Renato
- Ricardo Barona como Comandante Pacheco
- Socorro Bonilla como Armina Godoy
- Hugo Aceves como Rubén
- Sergio Acosta como Organizador de peleas clandestinas
- Mercedes Vaughan como Martha[8]

## Episodios
| N.º  | Título                                                                | Fecha de emisión original | Audiencia (millones) |
| ---- | --------------------------------------------------------------------- | ------------------------- | -------------------- |
| 1    | «El Turco desata la furia de Ringo, ¿lo combatirá?»                   | 21 de enero de 2019       | 3.2                  |
| 2    | «Ringo no permitirá que Gloria se lleve a Santi»                      | 22 de enero de 2019       | 2.9                  |
| 3    | «Diego termina con Julia»                                             | 23 de enero de 2019       | 3.1                  |
| 4    | «Ringo y Julia casi se besan»                                         | 24 de enero de 2019       | 2.8                  |
| 5    | «Brenda se lleva a Santi y este se pierde»                            | 25 de enero de 2019       | 3.0                  |
| 6    | «Ringo tendrá que compartir la custodia de Santi»                     | 28 de enero de 2019       | 2.9                  |
| 7    | «Diego le exige a Julia alejarse de Ringo»                            | 29 de enero de 2019       | 2.9                  |
| 8    | «Llorente manda a matar a Julia»                                      | 30 de enero de 2019       | 2.8                  |
| 9    | «El Oso descubre que Rafael es su hijo»                               | 31 de enero de 2019       | 2.7                  |
| 10   | «Ringo y Diego pelean en el ring»                                     | 1 de febrero de 2019      | 2.7                  |
| 11   | «Gloria besa a Ringo a la fuerza; Julia los cacha»                    | 4 de febrero de 2019      | 2.6                  |
| 12   | «Julia y Diego celebran su despedida de solteros»                     | 5 de febrero de 2019      | 2.8                  |
| 13   | «Julia cancela su compromiso con Diego»                               | 6 de febrero de 2019      | 2.4                  |
| 14   | «Ringo es detenido por golpear a Gloria»                              | 7 de febrero de 2019      | 2.9                  |
| 15   | «Ringo pierde la custodia de Santi»                                   | 8 de febrero de 2019      | 2.9                  |
| 16   | «Cancelan la pelea de Ringo vs. El Turco»                             | 11 de febrero de 2019     | 2.5                  |
| 17   | «Ringo está perdidamente enamorado de Julia»                          | 12 de febrero de 2019     | 2.6                  |
| 18   | «Ringo hará justicia contra Gloria»                                   | 13 de febrero de 2019     | 2.9                  |
| 19   | «Julia se casa con Diego»                                             | 14 de febrero de 2019     | 2.6                  |
| 20   | «Julia le pide a Ringo que se aleje de su vida»                       | 15 de febrero de 2019     | 2.7                  |
| 21   | «Gloria le pide perdón a Ringo»                                       | 18 de febrero de 2019     | 2.9                  |
| 22   | «Diego le pide una prueba de amor a Julia»                            | 19 de febrero de 2019     | 2.8                  |
| 23   | «Ringo y El Turco se enfrentan en el ring, ¿quién ganará?»            | 20 de febrero de 2019     | 3.0                  |
| 24   | «Ringo pierde la pelea contra El Turco»                               | 21 de febrero de 2019     | 3.1                  |
| 25   | «Ringo esperará a Julia el tiempo que sea necesario»                  | 22 de febrero de 2019     | 2.9                  |
| 26   | «Julia y Eva se infiltran en la fábrica de Llorente»                  | 25 de febrero de 2019     | 3.0                  |
| 27   | «Rubén se quiere llevar lejos a Rosa»                                 | 26 de febrero de 2019     | 3.2                  |
| 28   | «Brenda amenaza a Julia y a Ringo»                                    | 27 de febrero de 2019     | 2.8                  |
| 29   | «Diego quiere refundir a Brenda en prisión»                           | 28 de febrero de 2019     | 3.0                  |
| 30   | «Diego manda golpear a Ringo»                                         | 1 de marzo de 2019        | 2.7                  |
| 31   | «Diego desenmascara a Brenda con Julia»                               | 4 de marzo de 2019        | 2.8                  |
| 32   | «Brenda le declara su odio a Julia»                                   | 5 de marzo de 2019        | 3.2                  |
| 33   | «Julia se escapa con Ringo»                                           | 6 de marzo de 2019        | 2.9                  |
| 34   | «Diego logra separar a Ringo y Julia»                                 | 7 de marzo de 2019        | 3.1                  |
| 35   | «Julia le pide a Ringo que se aleje de su vida»                       | 8 de marzo de 2019        | 2.9                  |
| 36   | «Ringo y Julia se bañan juntos»                                       | 11 de marzo de 2019       | 2.8                  |
| 37   | «Rosa pierde al propósito contra La Zorra»                            | 12 de marzo de 2019       | 3.1                  |
| 38   | «Ringo pelea en una lucha clandestina»                                | 13 de marzo de 2019       | 2.8                  |
| 39   | «Julia descubre que Diego y Guadalupe son amantes»                    | 14 de marzo de 2019       | 3.1                  |
| 40   | «El Oso le pide matrimonio a Rosa»                                    | 15 de marzo de 2019       | 3.2                  |
| 41   | «Ringo imagina su vida al lado de Julia»                              | 18 de marzo de 2019       | 3.1                  |
| 42   | «El Delta Club es clausurado»                                         | 19 de marzo de 2019       | 2.7                  |
| 43   | «¿Dónde está Alejo?»                                                  | 20 de marzo de 2019       | 2.7                  |
| 44   | «Julia le pide el divorcio a Diego»                                   | 21 de marzo de 2019       | 2.8                  |
| 45   | «Gloria se lleva a Santi a EU»                                        | 22 de marzo de 2019       | 2.8                  |
| 46   | «Ringo le gana al Turco, pero le roban a Santi»                       | 25 de marzo de 2019       | 3.2                  |
| 47   | «Brenda y Alejo, ¿Se van a casar?»                                    | 26 de marzo de 2019       | 3.1                  |
| 48   | «Ringo ya sabe dónde está Santi»                                      | 27 de marzo de 2019       | 3.3                  |
| 49   | «Brenda pierde la razón»                                              | 28 de marzo de 2019       | 3.1                  |
| 50   | «Ringo por fin encuentra al Turco»                                    | 29 de marzo de 2019       | 2.9                  |
| 51   | «El rescate de Santi»                                                 | 1 de abril de 2019        | 3.0                  |
| 52   | «El Oso graba su primer video musical»                                | 2 de abril de 2019        | 2.8                  |
| 53   | «Ringo le hace una propuesta indecorosa a Julia»                      | 3 de abril de 2019        | 3.0                  |
| 54   | «Ringo y Alejo pelean por culpa de Brenda»                            | 4 de abril de 2019        | 2.9                  |
| 55   | «Ringo y Julia se van de fin de semana»                               | 5 de abril de 2019        | 3.2                  |
| 56   | «Gloria y El Turco terminan»                                          | 8 de abril de 2019        | 3.0                  |
| 57   | «Ringo y Julia hacen el amor»                                         | 9 de abril de 2019        | 2.9                  |
| 58   | «El secuestro de Iván»                                                | 10 de abril de 2019       | 3.0                  |
| 59   | «Diego asesina a Iván a sangre fría»                                  | 11 de abril de 2019       | 2.9                  |
| 60   | «Julia le pide a Ringo que la cuide para siempre»                     | 12 de abril de 2019       | 2.7                  |
| 61   | «Julia impide que Ringo sea detenido»                                 | 15 de abril de 2019       | 2.8                  |
| 62   | «Diego secuestra a Ringo»                                             | 16 de abril de 2019       | 2.9                  |
| 63   | «Ringo duda del amor de Julia»                                        | 17 de abril de 2019       | 2.7                  |
| 64   | «Diego planea arruinar a Julia»                                       | 18 de abril de 2019       | —                    |
| 65   | «Ringo culpa a Diego de la desaparición de Santi»                     | 19 de abril de 2019       | —                    |
| 66   | «¡Santi ya apareció!»                                                 | 22 de abril de 2019       | 3.0                  |
| 67   | «Ringo y Julia toman caminos distintos»                               | 23 de abril de 2019       | 2.8                  |
| 68   | «Ringo buscará el título mundial»                                     | 24 de abril de 2019       | 3.0                  |
| 69   | «El Turco secuestra a Gloria»                                         | 25 de abril de 2019       | 3.4                  |
| 70   | «¡Rosa está en coma!»                                                 | 26 de abril de 2019       | 2.6                  |
| 71   | «Julia descubre el fraude de Diego»                                   | 29 de abril de 2019       | 3.0                  |
| 72   | «Gloria amenaza a Julia»                                              | 30 de abril de 2019       | 2.9                  |
| 73   | «Julia quiere recuperar a Ringo»                                      | 1 de mayo de 2019         | 3.2                  |
| 74   | «Ringo perdona a Julia y... ¡hacen el amor!»                          | 2 de mayo de 2019         | 3.0                  |
| 75   | «Santi ya no quiere a Julia»                                          | 3 de mayo de 2019         | 8.2                  |
| 76   | «Diego es el nuevo presidente de la cervecería Garay»                 | 6 de mayo de 2019         | 3.2                  |
| 77   | «Ringo quiere casarse con Julia»                                      | 7 de mayo de 2019         | 3.0                  |
| 78   | «Rosa volverá a dar pelea»                                            | 8 de mayo de 2019         | 2.7                  |
| 79   | «El final de Brenda»                                                  | 9 de mayo de 2019         | —                    |
| 80   | «¡Brenda está viva!»                                                  | 10 de mayo de 2019        | 2.4                  |
| 8182 | «Julia por fin le hará pagar a Diego»«Ringo gana la pelea de su vida» | 12 de mayo de 2019        | —                    |

## Producción
La producción de la telenovela comenzó en noviembre de 2017, y concluyó el 21 de septiembre de 2018. Durante el final de las grabaciones se grabaron partes de las escenas del tema de apertura de la telenovela en el foro 1 de Televisa San Ángel.

### Selección de reparto
El 31 de enero de 2018, José Ron confirmó su participación en la telenovela a través de su cuenta de Instagram. El 20 de febrero de 2018, Mariana Torres fue confirmada como protagonista femenina de la producción. El 5 de marzo de 2018, el sitio web de Latin Show News confirmó que César Évora, Luz Ramos, Pierre Louis, Alfredo Gatica, Jorge Poza, Claudia Boyán, Arturo Carmona, Gabriela Carrillo, Silvia Mariscal, Luz Edith Rojas, Isadora González y Gaby Mellado también formarían parte del elenco principal.

## Audiencia
| Temporada | Horario (CT)                                                       | Episodios | Primera emisión     | Primera emisión      | Última emisión     | Última emisión       | Prom. de espectadores (millones) |
| Temporada | Horario (CT)                                                       | Episodios | Fecha               | Audiencia (millones) | Fecha              | Audiencia (millones) | Prom. de espectadores (millones) |
| --------- | ------------------------------------------------------------------ | --------- | ------------------- | -------------------- | ------------------ | -------------------- | -------------------------------- |
| 1         | lunes a viernes 18:30 - 19:30 h. domingo 16:00 - 18:00 h. (ep. 81) | 81        | 21 de enero de 2019 | 3.2                  | 12 de mayo de 2019 | —                    | 2.91                             |

## Premios y nominaciones

### TV Adicto Golden Awards 2019
| Categoría                    | Nomimados   | Resultado |
| ---------------------------- | ----------- | --------- |
| Mejor primer actor           | Cesar Évora | Ganador   |
| Mejor protagonista masculino | José Ron    | Ganador   |

### Premios TVyNovelas 2020
| Categoría                  | Nominados                                                                | Resultados |
| -------------------------- | ------------------------------------------------------------------------ | ---------- |
| Mejor telenovela           | Lucero Suárez                                                            | Nominada   |
| Mejor actriz de telenovela | Mariana Torres                                                           | Nominada   |
| Mejor actor de telenovela  | José Ron                                                                 | Ganador    |
| Mejor villana              | Luz Edith Rojas                                                          | Nominada   |
| Mejor villano              | Jorge Poza                                                               | Nominado   |
| Mejor primera actriz       | Silvia Mariscal                                                          | Nominada   |
| Mejor primer actor         | César Évora                                                              | Nominado   |
| Mejor actriz coestelar     | Luz Ramos                                                                | Nominada   |
| Mejor dirección de cámaras | Víctor Soto y Adrián Frutos Maza                                         | Nominados  |
| Mejor dirección de escena  | Claudia Elisa Aguilar y Jorge Robles                                     | Nominados  |
| Mejor guion o adaptación   | Lucero Suárez, Carmen Sepúlveda, Luis Reynoso y Maykel Rodríguez Ponjuan | Nominados  |
| Mejor tema musical         | «Tú conmigo» (Yahir)                                                     | Nominado   |
| Los favoritos del público  |                                                                          |            |
| La villana más guapa       | Luz Edith Rojas                                                          | Nominada   |
| El más guapo               | José Ron                                                                 | Nominado   |
| La más guapa               | Luz Edith Rojas                                                          | Nominada   |
| La sonrisa más bella       | José Ron                                                                 | Nominado   |
| El maduro más guapo        | César Evora                                                              | Ganador    |
| El mejor final             | Lucero Suárez                                                            | Nominada   |
| Mejor reparto              | Lucero Suárez                                                            | Nominada   |